# Ilyos Zeytullayev
Ilyas Zeytulaev (in russo Ильяс Зейтулаев?, Il'jas Zejtullaev; Angren, 13 luglio 1982) è un ex calciatore uzbeko, di ruolo centrocampista, tecnico del Bunyodkor.

## Caratteristiche tecniche
Ala destra molto duttile che sa adattarsi a vari ruoli a centrocampo, rare volte ha ricoperto il ruolo di ala sinistra; bravo nel servire le punte.

## Carriera

### Club
Inizia la sua carriera nella Primavera della Juventus e viene aggregato alla prima squadra nel 2001. In bianconero rimane per tre stagioni, scendendo 2 volte in campo in Coppa Italia. Con la Primavera festeggia la vittoria di due Tornei di Viareggio. A metà della stagione 2004-2005 passa alla Reggina, con cui disputa 4 partite. Esordisce in Serie A proprio contro la squadra bianconera il 19 marzo 2005, diventando il primo uzbeko a giocare nella massima divisione italiana.
Fa parte della rosa della Reggina anche la stagione seguente, poi, nel gennaio del 2006, si trasferisce al Crotone, in Serie B, dove disputa 13 incontri con 3 gol.
All'inizio della stagione 2006-2007 viene mandato in prestito al Genoa, con cui disputa 12 incontri.
Nel gennaio del 2007 passa, sempre in prestito, al L.R. Vicenza, scendendo in campo in 6 occasioni come laterale sinistro di centrocampo. Nell'estate dello stesso anno viene ceduto all'Hellas Verona in Serie C1. Le presenze durante la stagione sono 13 (contando solo il campionato), segnando il gol che salva gli scaligeri dalla retrocessione in Serie C2, nei play-out, negli ultimi minuti di gioco della gara di ritorno contro la Pro Patria.
Il 9 luglio 2008 firma un contratto con il Pescara, dopo essersi svincolato dall'Hellas Verona. Con i biancazzurri ottiene la salvezza e realizza 7 centri.
Il 1º agosto 2009 lascia i biancazzurri trasferendosi alla Virtus Lanciano firmando un contratto triennale. Rimane svincolato il 1º luglio 2013.
Il 30 gennaio 2014 viene tesserato dal Torino. L'8 febbraio seguente viene ceduto a titolo definitivo ai croati dell'HNK Gorica.
Il 26 settembre 2015 torna in Italia e firma con il Cupello, squadra militante nel campionato di Eccellenza abruzzese.

### Nazionale
Inizia la trafila con la Nazionale Uzbeka con l'Under-20 nel 1998 giocandovi fino al 2001 segnando 11 reti in 25 presenze (record di reti e presenze in questa selezione ancora imbattuto), dal 2000 al 2003 alternandosi alla nazionale maggiore indossando sempre la maglia numero 10 gioca 14 presenze segnando 4 gol. Dal 2001 al 2007 ha fatto parte della nazionale maggiore giocando alcune gare di Qualificazioni al campionato mondiale di calcio 2002 raccogliendo 2 reti in 10 presenze.

### Allenatore
Appesi gli scarpini al chiodo, intraprende la carriera da allenatore, allenando per una stagione i Giovanissimi del Cupello e successivamente gli Allievi. Nel 2019 viene nominato allenatore dei Giovanissimi Regionali Under 15 della Virtus Vasto, ruolo che ricopre fino all'agosto 2021, quando viene nominato tecnico della prima squadra del San Salvo, militante nel campionato di Promozione abruzzese. Il 15 giugno 2023 torna dopo appena 2 anni ai cupellesi, questa volta come allenatore della prima squadra. Il 9 aprile 2024 lascia i rossoblù per tornare nel suo paese d'origine dove allenerà il Bunyodkor, una compagine di Serie A uzbeka.

## Statistiche

### Presenze e reti nei club
Statistiche aggiornate al 26 settembre 2015.
| Stagione        | Squadra         | Campionato      | Campionato | Campionato | Coppe nazionali | Coppe nazionali | Coppe nazionali | Coppe continentali | Coppe continentali | Coppe continentali | Altre coppe | Altre coppe | Altre coppe | Totale | Totale |
| Stagione        | Squadra         | Comp            | Pres       | Reti       | Comp            | Pres            | Reti            | Comp               | Pres               | Reti               | Comp        | Pres        | Reti        | Pres   | Reti   |
| --------------- | --------------- | --------------- | ---------- | ---------- | --------------- | --------------- | --------------- | ------------------ | ------------------ | ------------------ | ----------- | ----------- | ----------- | ------ | ------ |
| 2001-2002       | Juventus        | A               | 0          | 0          | CI              | 2               | 0               | UCL                | 0                  | 0                  | -           | -           | -           | 2      | 0      |
| 2002-2003       | Juventus        | A               | 0          | 0          | CI              | 0               | 0               | UCL                | 0                  | 0                  | SI          | 0           | 0           | 0      | 0      |
| 2003-2004       | Juventus        | A               | 0          | 0          | CI              | 0               | 0               | UCL                | 0                  | 0                  | SI          | 0           | 0           | 0      | 0      |
| 2004-gen. 2005  | Juventus        | A               | 0          | 0          | CI              | 0               | 0               | UCL                | 0                  | 0                  | -           | -           | -           | 0      | 0      |
| Totale Juventus | Totale Juventus | Totale Juventus | 0          | 0          |                 | 2               | 0               |                    | 0                  | 0                  |             | 0           | 0           | 2      | 0      |
| gen.-giu. 2005  | Reggina         | A               | 2          | 0          | CI              | -               | -               | -                  | -                  | -                  | -           | -           | -           | 2      | 0      |
| 2005-gen. 2006  | Reggina         | A               | 2          | 0          | CI              | 1               | 0               | -                  | -                  | -                  | -           | -           | -           | 3      | 0      |
| Totale Reggina  | Totale Reggina  | Totale Reggina  | 4          | 0          |                 | 1               | 0               |                    | -                  | -                  |             | -           | -           | 5      | 0      |
| gen.-giu. 2006  | Crotone         | B               | 13         | 3          | CI              | -               | -               | -                  | -                  | -                  | -           | -           | -           | 13     | 3      |
| 2006-gen. 2007  | Genoa           | B               | 12         | 0          | CI              | 2               | 0               | -                  | -                  | -                  | -           | -           | -           | 14     | 0      |
| gen.-giu. 2007  | Vicenza         | B               | 6          | 0          | CI              | -               | -               | -                  | -                  | -                  | -           | -           | -           | 6      | 0      |
| 2007-2008       | Hellas Verona   | C1              | 13+2       | 1+1        | CI-C            | 3               | 2               | -                  | -                  | -                  | -           | -           | -           | 18     | 4      |
| 2008-2009       | Pescara         | PD              | 28         | 7          | CI+CI-C         | 2               | 1               | -                  | -                  | -                  | -           | -           | -           | 30     | 8      |
| 2009-2010       | Lanciano        | PD              | 14         | 0          | CI-LP           | 3               | 0               | -                  | -                  | -                  | -           | -           | -           | 17     | 0      |
| 2010-2011       | Lanciano        | PD              | 28         | 1          | CI+CI-LP        | 2+2             | 0+0             | -                  | -                  | -                  | -           | -           | -           | 32     | 1      |
| 2011-2012       | Lanciano        | PD              | 5+1        | 0          | CI+CI-LP        | 0+3             | 0+1             | -                  | -                  | -                  | -           | -           | -           | 9      | 1      |
| 2012-2013       | Lanciano        | B               | 5          | 0          | CI              | 1               | 0               | -                  | -                  | -                  | -           | -           | -           | 6      | 0      |
| Totale Lanciano | Totale Lanciano | Totale Lanciano | 52+1       | 1          |                 | 11              | 1               |                    | -                  | -                  |             | -           | -           | 64     | 2      |
| gen.-feb. 2014  | Torino          | A               | -          | -          | CI              | -               | -               | -                  | -                  | -                  | -           | -           | -           | 0      | 0      |
| feb.-giu. 2014  | HNK Gorica      | 2.HNL           | 6          | 0          | CS              | -               | -               | -                  | -                  | -                  | -           | -           | -           | 6      | 0      |
| set. 2015-2016  | Cupello         | Ecc.            | 16         | 0          | CI-Dil.         | -               | -               | -                  | -                  | -                  | -           | -           | -           | 16     | 0      |
| 2016-2017       | Cupello         | Ecc.            | 21         | 4          | CI-Dil.         | 3               | 2               | -                  | -                  | -                  | -           | -           | -           | 24     | 6      |
| 2017-2018       | Cupello         | Ecc.            | 10         | 0          | CI-Dil.         | 1               | 0               | -                  | -                  | -                  | -           | -           | -           | 11     | 0      |
| 2018-2019       | Cupello         | Ecc.            | 4          | 0          | CI-Dil.         | 2               | 1               | -                  | -                  | -                  | -           | -           | -           | 6      | 1      |
| Totale Cupello  | Totale Cupello  | Totale Cupello  | 51         | 4          |                 | 6               | 3               |                    | -                  | -                  |             | -           | -           | 57     | 7      |
| Totale carriera | Totale carriera | Totale carriera | 175+3      | 16+1       |                 | 27              | 7               |                    | 0                  | 0                  |             | 0           | 0           | 205    | 24     |

### Cronologia presenze e reti in nazionale
| Cronologia completa delle presenze e delle reti in nazionale ― Uzbekistan | Cronologia completa delle presenze e delle reti in nazionale ― Uzbekistan | Cronologia completa delle presenze e delle reti in nazionale ― Uzbekistan | Cronologia completa delle presenze e delle reti in nazionale ― Uzbekistan | Cronologia completa delle presenze e delle reti in nazionale ― Uzbekistan | Cronologia completa delle presenze e delle reti in nazionale ― Uzbekistan | Cronologia completa delle presenze e delle reti in nazionale ― Uzbekistan | Cronologia completa delle presenze e delle reti in nazionale ― Uzbekistan |
| Data                                                                      | Città                                                                     | In casa                                                                   | Risultato                                                                 | Ospiti                                                                    | Competizione                                                              | Reti                                                                      | Note                                                                      |
| ------------------------------------------------------------------------- | ------------------------------------------------------------------------- | ------------------------------------------------------------------------- | ------------------------------------------------------------------------- | ------------------------------------------------------------------------- | ------------------------------------------------------------------------- | ------------------------------------------------------------------------- | ------------------------------------------------------------------------- |
| 7-5-2001                                                                  | Amman                                                                     | Giordania                                                                 | 1 – 1                                                                     | Uzbekistan                                                                | Qual. Mondiali 2002                                                       | -                                                                         |                                                                           |
| 8-9-2001                                                                  | Tashkent                                                                  | Uzbekistan                                                                | 5 – 0                                                                     | Oman                                                                      | Qual. Mondiali 2002                                                       | -                                                                         | 71’                                                                       |
| 21-8-2002                                                                 | Baku                                                                      | Azerbaigian                                                               | 2 – 0                                                                     | Uzbekistan                                                                | Amichevole                                                                | -                                                                         |                                                                           |
| 30-4-2003                                                                 | Tashkent                                                                  | Uzbekistan                                                                | 1 – 2                                                                     | Bielorussia                                                               | Amichevole                                                                | -                                                                         | 75’                                                                       |
| 22-7-2004                                                                 | Chengdu                                                                   | Uzbekistan                                                                | 1 – 0                                                                     | Arabia Saudita                                                            | Coppa d'Asia 2004 - 1º turno                                              | -                                                                         | 60’                                                                       |
| 26-7-2004                                                                 | Chongqing                                                                 | Uzbekistan                                                                | 1 – 0                                                                     | Turkmenistan                                                              | Coppa d'Asia 2004 - 1º turno                                              | -                                                                         | 46’                                                                       |
| 11-10-2006                                                                | Chittagong                                                                | Bangladesh                                                                | 0 – 4                                                                     | Uzbekistan                                                                | Qual. Coppa d'Asia 2007                                                   | 1                                                                         | 62’                                                                       |
| 15-11-2006                                                                | Tashkent                                                                  | Uzbekistan                                                                | 2 – 0                                                                     | Qatar                                                                     | Qual. Coppa d'Asia 2007                                                   | 1                                                                         | 71’                                                                       |
| 24-3-2007                                                                 | Taipei                                                                    | Taiwan                                                                    | 0 – 1                                                                     | Uzbekistan                                                                | Amichevole                                                                | -                                                                         | 56’                                                                       |
| 27-3-2007                                                                 | Taipa                                                                     | Cina                                                                      | 3 – 1                                                                     | Uzbekistan                                                                | Amichevole                                                                | -                                                                         | 46’                                                                       |
| Totale                                                                    |                                                                           | Presenze                                                                  | 10                                                                        |                                                                           | Reti                                                                      | 2                                                                         |                                                                           |

## Palmarès

### Club

#### Competizioni giovanili
- Torneo di Viareggio: 2

Juventus: 2003, 2004
- Coppa Italia Primavera: 1

Juventus: 2003-2004